# Kurt Röthlisberger
Kurt Röthlisberger (Suhr, 21 de maio de 1951) é um ex-árbitro de futebol suíço. Apitou na Copa do Mundo de 1990 (2 jogos) e também na de 1994 (quatro jogos).
Apitou também a final da Liga dos Campeões da UEFA de 1992-93, entre Olympique de Marseille e Milan.

## Polêmicas
Em 13 anos como árbitro de futebol, Röthlisberger cometeu aquele que foi seu maior erro na carreira: durante o jogo entre Alemanha e Bélgica, pelas oitavas-de-final, não marcou pênalti claro sobre Josip Weber, e foi cercado pelos jogadores belgas, mas o suíço não voltou atrás. Este erro manchou a carreira de Röthlisberger, cotado para apitar a final da competição.
Envolvido em manipulação de resultados, teve seu registro de árbitro suspenso, e a UEFA descobriu denúncias de suborno contra Röthlisberger, que acabou banido do futebol.